# All the King's Horses (álbum de Grover Washington Jr.)
All the King's Horses é o segundo álbum do saxofonista estadunidense Grover Washington Jr. Foi gravado no ano de 1972 e lançado pela Kudu Records no mesmo ano. Em 2008, foi reeditado em CD pela Verve/GRP Records.

## Faixas
| N.º            | Título                    | Compositor(es)                                | Duração |  |
| 1.             | "No Tears, in the End"    | Ralph MacDonald [en], William Salter          | 3:50    |  |
| 2.             | "All the King's Horses"   | Aretha Franklin                               | 3:48    |  |
| 3.             | "Where Is the Love [en]"  | Ralph MacDonald [en], William Salter          | 5:07    |  |
| 4.             | "Body and Soul (Montage)" | Edward Heyman, Frank Eyton [en], Johnny Green | 3:04    |  |
| 5.             | "Lean on Me [en]"         | Bill Withers                                  | 4:25    |  |
| 6.             | "Lover Man [en]"          | Jimmy Davis, James Sherman, Ram Ramirez [en]  | 7:02    |  |
| 7.             | "Love Song 1700"          | Henry Purcell                                 | 4:49    |  |
| Duração total: | Duração total:            | Duração total:                                | 32:05   |  |

## Músicos
| Críticas profissionais              | Críticas profissionais |
| Avaliações da crítica               | Avaliações da crítica  |
| Fonte                               | Avaliação              |
| ----------------------------------- | ---------------------- |
| AllMusic                            | [ 3 ]                  |
| The Rolling Stone Jazz Record Guide | [ 4 ]                  |

- Grover Washington Jr. – saxofone alto, saxofone tenor, solo de saxofone alto (4, 6), solo de saxofone tenor (7)

- Bob James [en] – piano elétrico, cravo, arranjos e maestro

- Richard Tee [en] – órgão

- Gene Bertoncini [en] – guitarra

- Cornell Dupree [en] – guitarra

- Eric Gale [en] – guitarra solo (1-5, 7)

- David Spinozza [en] – guitarra solo (6)

- Gordon Edwards – baixo (1)

- Ron Carter – baixo (2-7)

- Bernard Purdie [en] – bateria (1, 2, 5)

- Billy Cobham – bateria (4, 6, 7)

- Airto Moreira – percussão

- Ralph MacDonald [en] – congas

- Marvin Stamm [en] – solo de trompete (6), solo de flugelhorn (6)

### Seção de metais e sopros
- George Marge –  saxofone alto, flauta, corne inglês, oboé, flauta doce

- Pepper Adams –  saxofone barítono

- Arthur Clarke –  saxofone barítono, flauta

- Wayne Andre [en], Paul Faulise, Tony Studd –  trombone

- Jon Faddis, John Frosk, Marky Markowitz [en], Ernie Royal [en], Alan Rubin, Marvin Stamm [en], Snooky Young [en] –  trompete, fliscorne

- Ray Alonge, Donald Corrado, Fred Klein, Brooks Tillotson –  trompa

### Seção de cordas
- Charles McCracken e George Ricci – violoncelo
- Margaret Ross – harpa
- Richard Dickler, Emanuel Vardi – viola
- Alexander Cores [en], Bernard Eichen, Max Ellen, Paul Gershman, Emanuel Green, Harold Kohon, Harry Lookofsky [en], Joe Malin, David Nadien [en], Gene Orloff [en], John Pintaualle, Irving Spice – violino

### Trio de cordas (faixas 4, 6 e 7)
- George Ricci – violoncelo

- Emanuel Vardi – viola

- David Nadien [en] – violino

## Produção
- Creed Taylor – produtor

- Rudy Van Gelder – engenheiro

- Bob Ciano – design do álbum

- Pete Turner [en] – fotografia